# Los Aguas Aguas
Los Aguas Aguas es una banda musical mexicana originaria de Xalapa, Veracruz cuya música fusiona ritmos latinos como el reggae, la cumbia, el son jarocho y el jazz. Cuenta con 18 años de trayectoria y tres álbumes de estudio. Esta agrupación se ha presentado en escenarios nacionales e internacionales tales como el Festival Vive Latino y el Festival Internacional Cervantino, además de países europeos como Francia, Holanda, Bélgica, España, Portugal y del continente americano como Costa Rica y Estados Unidos.

## Historia
El grupo se conformó en 2005 en el barrio Fovissste de Xalapa donde varios de los integrantes residían.En la actualidad, salvo por tres integrantes, se conserva la alineación original.  
La agrupación está conformada por Demis Arenal Reyes en la voz principal, Edwin Bandala Mayoral en coros y jarana, Daniel Cruz García en el bajo, Conan Contreras Sánchez en la batería, José Arturo González en el saxofón, Luis Felipe Balderas López en los teclados, Osiel Rodríguez Quintero en la guitarra y Manuel Monforte Romero en la trompeta; además de otros músicos invitados. 
Esta banda se ha caracterizado por colaborar con diferentes músicos de la escena mexicana alternativa tales como Daniel me estás matando o Los Choclok; en su último disco "Somos Fuerza", contaron con la colaboración de Ely Guerra y Dr. Shenka.

## Discografía
- Easy and Tropical Machine, 2009.
- Two, three karate moves, 2012.
- Somos Fuerza, 2022.